# Lechosław Michalak
Lechosław Michalak (ur. 22 września 1956 w Żyrardowie) – polski kolarz szosowy i torowy, zwycięzca Tour de Pologne.

## Kariera sportowa
Był zawodnikiem Opty Grodzisk, WTC i Legii Warszawa. Startował z równym powodzeniem w wyścigach szosowych i na torze kolarskim.

### Kolarstwo torowe
Jako torowiec startował w mistrzostwach świata w Amsterdamie w 1977, gdzie w wyścigu dystansowym na punkty zajął 13. miejsce. Był sześciokrotnym mistrzem Polski na torze: w wyścigu dystansowym w 1978, 1979 i 1982 oraz drużynowo na 4000 m na dochodzenie w 1978, 1980 i 1982.

### Kolarstwo szosowe

#### Tour de Pologne
Na szosie największym sukcesem Michalaka było zwycięstwo w Wyścigu Dookoła Polski w 1977. Wygrał wówczas prolog i trzy etapy oraz klasyfikację najaktywniejszych, a ponadto był liderem przez niemal cały wyścig (utracił tę pozycję po I etapie, ale wygrał II etap i pozostał liderem już do końca wyścigu). W 1979 był liderem 1979 przez cztery etapy, w 1980 wygrał klasyfikację punktową, na najaktywniejszego kolarza oraz dwa etapy, a w klasyfikacji końcowej zajął 10. miejsce, w 1983 wygrał klasyfikację górską i najaktywniejszych, a w klasyfikacji końcowej zajął 7. miejsce. W 1985 zajął 4. miejsce w klasyfikacji końcowej.

#### Mistrzostwa Polski
Był mistrzem Polski na szosie w wyścigu ze startu wspólnego w 1984, w wyścigu górskim w 1985 i wyścigu drużynowym na czas w 1978, 1979, 1980, 1982 i 1982. Wszystkie tytuły mistrzowskie zdobył jako zawodnik Legii Warszawa. Ponadto zdobył dwa brązowe medale mistrzostw Polski: w jeździe parami (1980 – ze Stefanem Ciekańskim) i wyścigu drużynowym na czas w 1984 i 1986.

#### Mistrzostwa świata
W 1978 startował w mistrzostwach świata w wyścigu drużynowym amatorów na czas, ale polska reprezentacja po zajęciu 4. miejsca została zdyskwalifikowana (doping).

#### Inne wyścigi
Brał udział w Wyścigu Pokoju w 1978 (28. miejsce), 1981 (14. miejsce) i 1982 (30. miejsce). Poza tym wygrał wyścig dookoła Mazowsza w 1980, wyścig o Puchar Ministra Obrony Narodowej w 1978 i 1979, był drugi w Wyścigu Dookoła Dolnej Saksonii w 1981  i w Wyścigu Dookoła Morza Marmara w 1981 oraz trzeci w Wyścigu Dookoła Turcji w 1977.